# Hatis
Hatis – wieś w Armenii, w prowincji Kotajk. W 2011 roku liczyła 302 mieszkańców.